# Kubanoamerikaner
Ein Kubanoamerikaner (englisch Cuban American, spanisch Cubano estadounidense, häufig auch Cubanoamericano) ist ein Staatsbürger der Vereinigten Staaten, der seine nationale Herkunft als kubanisch bezeichnet. Die Kubanoamerikaner sind in den USA die drittgrößte Gruppe der weißen Hispanics sowie der Hispanics insgesamt.
Viele Gemeinden überall in den Vereinigten Staaten haben einen signifikanten Anteil kubanisch-amerikanischer Bevölkerung. Miami sticht hier als die populärste kubanisch-amerikanische Gemeinschaft heraus, geschuldet ihrer Nähe zu Kuba, gefolgt von North Jersey, Union City und West New York.

## Immigration
Vor dem Louisiana Purchase und dem Adams-Onís-Vertrag von 1819 waren ganz Florida und Louisiana Provinzen der Generalstatthalterschaft von Kuba unterstellt. Der Generalstatthalter (Capitán general) war ein spanischer Titel vergleichbar mit einem britischen Kolonialgouverneur. Konsequenterweise hat die kubanische Immigration in die Vereinigten Staaten eine lange Geschichte, beginnend mit der spanischen Kolonialperiode 1565, als St. Augustine in Florida durch Pedro Menéndez de Avilés gegründet wurde und hunderte spanische Soldaten und deren Familien von Kuba nach St. Augustine umsiedelten, um dort ein neues Leben zu beginnen. Tausende kubanische Siedler zogen zwischen 1778 und 1802, während der spanischen Herrschaft, außerdem nach Louisiana und Texas.
Viele der frühen Kubaner migrierten nach New York, St. Augustine, Miami, Key West oder Tampa in Florida. Viele von ihnen gingen in der allgemeinen US-amerikanischen Kultur auf, nachdem die Vereinigten Staaten Florida den Spaniern 1821 abspenstig machten.
Im späten 19. Jahrhundert gründete ein kubanischer Unternehmer namens Vicente Martinez-Ybor eine Zigarrenmanufaktur in Tampa. Schon bald folgten weitere kubanische Geschäftsleute seinem Beispiel. Innerhalb weniger Jahre entwickelte sich Tampa zu einer der blühenden Tabakindustrie. Zahlreiche kubanische Familien lebten und arbeiteten in diesem Gebiet, welches auch als Ybor City bekannt ist. Viele Kubanoamerikaner der dritten und vierten Generation stammen direkt von diesen frühen Einwanderern ab.
Kleinere Wellen kubanischer Einwanderung gab es Anfang des 20. Jahrhunderts (1900–1959). Der Großteil von ihnen ließ sich in Florida oder dem Nord-Osten der USA nieder. Die Mehrheit der geschätzten 100.000 Einwanderer kamen in Perioden wirtschaftlicher Schwierigkeiten, beispielsweise der Weltwirtschaftskrise 1929, volatiler Zuckerpreise, jedoch gab es auch Flüchtlinge vor der auch aus diplomatischen Kreisen der USA unterstützten Batista-Diktatur.

### US-Ortschaften mit hohem Bevölkerungsanteil der Kubanoamerikaner
Die Gemeinden mit einem Bevölkerungsanteil von mehr als 20 Prozent an kubano-amerikanischen Einwohnern:
1. Westchester 65,69 %
2. Hialeah 62,12 %
3. Coral Terrace 61,87 %
4. West Miami 61,61 %
5. University Park 59,80 %
6. Olympia Heights 57,65 %
7. Tamiami 56,63 %
8. Hialeah Gardens 54,31 %
9. Medley 51,91 %
10. Sweetwater 49,92 %
11. Palm Springs North 43,59 %
12. Miami Lakes 42,28 %
13. Kendale Lakes 38,58 %
14. Fountainbleau 37,29 %
15. Miami 34,14 %
16. Miami Springs 31,83 %
17. Richmond West 29,30 %
18. Coral Gables 28,72 %
19. Virginia Gardens 26,11 %
20. South Miami Heights 25,70 %
21. Kendall 21,31 %
22. Miami Beach 20,51 %
23. Surfside 20,15 %

### US-Ortschaften mit dem höchsten Anteil von in Kuba geborener Bevölkerung
Die US-Gemeinden mit einem Anteil von in Kuba geborenen Einwohnern von mehr als 20 Prozent sind:
1. Westchester, FL 55,8 %
2. Hialeah, FL 53,5 %
3. Coral Terrace, FL 51,9 %
4. West Miami, FL 50,5 %
5. South Westside, FL 48,3 %
6. University Park, FL 48,1 %
7. Hialeah Gardens, FL 47,5 %
8. Medley, FL 46,0 %
9. Tamiami, FL 45,7 %
10. Olympia Heights, FL 45,2 %
11. Sweetwater, FL 45,2 %
12. Westwood Lakes, FL 44,9 %
13. Sunset, FL 32,7 %
14. Fountainbleau, FL 32,3 %
15. North Westside, FL 30,4 %[4]
16. Miami, FL 30,3 %
17. Miami Lakes, FL 30,1 %
18. Palm Springs North, FL 29,8 %
19. Kendale Lakes, FL 28,9 %
20. Kendale Lakes-Lindgren Acres, FL 24,3 %[5]
21. Stock Island, FL 23,3 %
22. Miami Springs, FL 22,2 %
23. Glenvar Heights, FL 21,0 %
24. Chula Vista, FL 20,9 %
25. Kendall West, FL 20,4 %
26. South Miami Heights, FL 20,0 %

### 1960–1980
Politischer Umsturz in Kuba erzeugte weitere Immigrantenwellen in die USA. 1959, nach dem Ende der Kubanischen Revolution, begann ein großer Exodus aus Kuba in Richtung der Vereinigten Staaten. Bis 1979 verließen hunderttausende Kuba, um ein neues Leben in den USA zu beginnen. Vielfach bildeten sie das Rückgrat der Anti-Castro-Bewegung. Die meisten Kubaner, die in die USA kamen, gehörten der gebildeten Mittel- oder Oberschicht an.
Zwischen Dezember 1960 und Oktober 1962 kamen im Rahmen der Operación Pedro Pan (Operation Peter Pan) mehr als 14.000 allein reisende kubanische Kinder in den USA an. Deren Eltern befürchteten aufgrund von der US-Regierung bewusst gestreuter Gerüchte, dass die Revolutionsregierung ihnen ihre Kinder entziehen und zur Ausbildung in einen Ostblock-Staat schicken würde. Sie folgten deshalb dem Rat, sie so schnell wie möglich in die Staaten zu schicken. In den USA angekommen, wurden die Kinder von Repräsentanten katholischer Wohltätigkeitsorganisationen in Empfang genommen und, so sie welche hatten, bei Verwandten untergebracht. Ansonsten kamen sie in Pflegefamilien, Waisenhäuser oder Internate, bis auch ihre Eltern schließlich Kuba verlassen konnten.
Um Hilfe für die frisch angekommenen kubanischen Immigranten zu organisieren, verabschiedete der US-Kongress 1966 den Cuban Refugee Adjustment Act. Dieses Programm für kubanische Flüchtlinge stellte mehr als 1,3 Milliarden Dollar für direkte finanzielle Unterstützung bereit. Sie hatten außerdem Anspruch auf Sozialhilfe, Medicare, kostenlosen Englischunterricht, Stipendien und verbilligte College-Kredite. Einige Banken vergaben sogar Kredite an Kubaner, die weder Sicherheiten noch sonstige Kreditwürdigkeit besaßen, sondern einfach, weil sie kubanischer Abstammung waren. Dies ermöglichte vielen Kubanoamerikanern, ihr eigenes kleines Unternehmen zu gründen. Durch die in kubanischem Besitz befindlichen Unternehmen und niedrigen Lebenshaltungskosten wurden Miami und Union City (New Jersey) zu den Hauptzentren kubanisch-amerikanischer Kultur. Miami bot vergleichbare klimatische, geographische und architektonische Verhältnisse, und in Union City lockten die Möglichkeiten, welche die dortige Stickindustrie eröffnete. Westchester in Miami-Dade County steht für das am meisten mit Kubanern und Kubanoamerikanern besiedelte Gebiet in den Vereinigten Staaten, gefolgt von Hialeah.

### Die 1980er Jahre
Eine weitere große Welle von geschätzten 125.000 kubanischen Immigranten ereignete sich in den frühen 1980er Jahren während der Mariel-Bootskrise. Zusammen mit den 125.000 Immigranten kamen rund 25.000 Kriminelle, geistig Behinderte, Homosexuelle und andere Angehörige von unerwünschten Randgruppen der kubanischen Gesellschaft, die Fidel Castro wissentlich in den nördlichen Nachbarstaat infiltrierte, um die sogenannte „imperialistische amerikanische Gesellschaft“ zu verderben. Einige der „Marielitos“ wurden aufgrund eigener Leistung, staatlicher Hilfe und Unterstützung durch frühere Immigranten, Verwandte und Hilfsorganisationen auch erfolgreich.

### Mitte der 1990er Jahre bis zu den 2000ern
Seit Mitte der 1990er Jahre, nach dem Inkrafttreten der sogenannten Wet foot, dry foot policy, änderten sich die Immigrationsmuster. Viele kubanische Immigranten starteten von der Süd- oder Westküste Kubas aus und landeten auf der mexikanischen Halbinsel Yucatán, einige auch auf der vorgelagerten Isla Mujeres. Von dort aus reisten die Kubaner zur Grenze der USA und bekamen dort Asyl. Viele Kubaner, die keine Familie in Miami hatten, ließen sich in Houston nieder, was ein Ansteigen Gemeinschaft der Kubanoamerikaner dort zur Folge hatte. Dort bildete sich auch der Begriff dusty foot (staubiger Fuß) für diejenigen Immigranten, die via Mexiko in die USA kamen. Im Jahr 2005 unterbrach das US-amerikanische Department of Homeland Security seine bisherige Praxis, jeden Kubaner festzunehmen, der illegal die US-amerikanisch-mexikanische Grenze überquerte und gestattete stattdessen unverzügliche Haftaussetzung.
Jorge Ferragut, ein kubanischer Immigrant, der das Casa Cuba gründete, eine Organisation zur Unterstützung kubanischer Flüchtlinge, welche in Texas ankommen, sagte 2008 in einem Artikel, dass ein Großteil der Kubaner seit 2000 Kuba mehr aus ökonomischen als aus politischen Gründen verlassen habe. Im Oktober 2008 unterzeichneten Kuba und Mexiko eine Vereinbarung, um die Immigration via Mexiko zu unterbinden.

### Nach 2020
Während der Corona-Pandemie brach in Kuba der devisenbringende Tourismus zusammen und hatte im Jahr 2024 noch nicht wieder das Vor-Pandemie-Niveau erreicht. Zudem führte man zum Jahreswechsel 2020/2021 eine Währungsreform durch, wo der Peso Convertible abgeschafft und durch eine virtuelle Währung namens Moneda Libremente Convertible (MLC) ersetzt wurde. Dies führte neben Verschärfungen des US-Embargos zu einer bis heute andauernden schweren Wirtschaftskrise. Diese veranlasste zwischen 2021 und 2023 über eine Million Kubaner ihr Land zu verlassen. Die meisten ließen sich in den USA nieder. Die dortige Immigrationsbehörde zählte zwischen Oktober 2021 und April 2024 fast 740 Tausend kubanische Neu-Einwanderer.
Die Fluchtrouten haben sich jedoch seit den Vorjahren geändert. Kamen zuvor die meisten Kubaner über den Seeweg mit häufig improvisierten Booten in die USA, geht die Einreise nun meist über den Landweg via der Grenze zu Mexiko. Die Kubaner buchen dafür Flüge in für sie Visa-freie Länder, bevorzugt Nicaragua, und lässt sich von dort mittels Schlepper an die US-Grenze bringen. Die Kosten dafür sollen pro Person bei bis zu 15 Tausend Dollar liegen. Seit 2023 besteht zudem die Möglichkeit, dass Personen aus den USA für Kubaner bürgen können und diese dann direkt aus Kuba legal in die USA einreisen können.

## Assimilation
Viele Kubanoamerikaner passten sich der US-amerikanischen Kultur, welche auch kubanische Einflüsse hat, an.
In den 1980er Jahren begannen die Kubanoamerikaner sich auch außerhalb von Little Havana in den Außenbezirken von Miami wie zum Beispiel Hialeah, Kendall oder in den wohlhabenderen Coral Gables und Miami Lakes niederzulassen. Viele Süd- und Mittelamerikaner, gemeinsam mit zeitlich jüngeren Flüchtlingen aus Kuba ersetzten die alteingesessenen Kubano-Amerikaner, die sich innerhalb von Florida in Fort Lauderdale, Orlando, Tampa Bay oder West Palm Beach ausbreiteten oder auch in andere Staaten der ganzen USA umsiedelten. Kubanoamerikaner siedeln in allen 51 Staaten, inklusive Washington, D.C., sowie Puerto Rico, das tausende Anti-Castro-Flüchtlinge in den 1960er Jahren aufnahm. Steigende kubano-amerikanische Bevölkerungsanteile findet man auch in Kalifornien, Georgia, Illinois, Indiana, New York, North Carolina und Virginia.
In letzter Zeit gab es eine substanzielle Steigerung neu hinzukommender kubano-amerikanischer Gemeinschaften beispielsweise in Hazleton (Pennsylvania); Raleigh (North Carolina), Palm Desert sowie neuerdings auch mit kleinem Wachstum in Appleton (Wisconsin).
Kubanoamerikaner waren sehr erfolgreich bei der Neugründung von Unternehmen sowie der Gewinnung politischen Einflusses. Sie wandelten Miami von einer Rentner-Strand-Community hin zu einer modernen Stadt mit bemerkenswertem karibischen Einfluss.

## Kubanisch-amerikanische Kultur

### Politische Einstellungen
Kubanoamerikaner tendieren politisch mehr zum Konservatismus als andere Latino-Gruppen in den Vereinigten Staaten und stellen eine wichtige Wählerklientel der Republikanischen Partei in Florida dar. Viele Kubanoamerikaner hegen einen starken Hass auf das politische Regime Kubas und besitzen deshalb eine starke Affinität zur strikt antikommunistischen Haltung der Republikaner.
Die fehlgeschlagene Invasion in der Schweinebucht und ihre Verbindung mit John F. Kennedy rief bei vielen Kubanoamerikanern Misstrauen gegenüber der Demokratischen Partei hervor. Ronald Reagan ist im Gegensatz zu Kennedy sehr beliebt in der exilkubanischen Gemeinschaft, und nach ihm wurde in Miami eine Straße benannt. Die Rückführung des kubanischen Flüchtlingskindes Elián González durch die Clinton-Regierung dürfte viele Kubanoamerikaner in ihrer bisherigen parteipolitischen Präferenz für die Republikaner bestärkt haben.
Während der US-Präsidentschaftswahlen 2008, aus denen der Demokrat Barack Obama als Sieger hervorging, und der Zeit danach wurde deutlich, dass viele Kubanoamerikaner ihre bisherige harte Haltung aufgaben und eine pragmatischere Politik gegenüber Kuba befürworteten. Mit ein Grund hierfür dürfte sein, dass jene Generation, die direkt nach der Revolution Kuba verließ, langsam ausstirbt. Zwar stimmten nur 35 % der Miami-Kubaner bei den Wahlen für Obama. Während jedoch der republikanische Gegenkandidat John McCain 84 % der Stimmen der über 65-Jährigen erreichte, stimmten 55 % der jüngeren Generation für Obama. Bei Obamas Wiederwahl 2012 stimmten 47 % der Kubanoamerikaner in Florida für ihn. Dies ist der mit Abstand höchste Wert, den ein demokratischer Präsidentschaftskandidat dort bisher erreichen konnte.

### Esskultur
siehe auch Kubanische Küche
Kubanische Küche ist variantenreich, wobei Reis normalerweise Grundbestandteil ist und sowohl zum Mittags- als auch Abendessen serviert wird. Typische kubanische Gerichte sind arroz con pollo (Hühnchen mit Reis), pan con bistec (Steak-Sandwich), platanos maduros (süße Kochbananen), lechon asado (Schwein), yuca, flan, batido de mamey (Milchshakes aus Mamey), Papayas und Guave-Paste.
Die kubanische Version von Pizza enthält Brot, welches normalerweise weich ist, Käse, Garnierung und einer Gewürzsoße. Picadillo, Rinderhack gebraten mit Tomaten, grünem Pfeffer, grünen Oliven und Knoblauch ist ein weiteres populäres kubanisches Gericht. Es wird zusammen mit Reis und/oder scharf gebratenen, reifen Kochbananen.

### Getränke
Kubaner trinken meist Café cubano: eine kleine Tasse Kaffee, genannt cafecito (oder auch colada), was in etwa einem traditionellen gesüßten Espresso entspricht. Auch wird gerne Milch hinzugefügt, was dann cortadito für eine kleine Tasse oder café con leche in einer größeren Tasse genannt wird.
Ein beliebtes Erfrischungsgetränk ist Materva, eine Mate-Limonade. Jupiña und Ironbeer sind weitere Getränke, die aus Kuba stammen. Seit Beginn der Castro-Ära werden sie auch in Miami produziert.

## Bevölkerungsentwicklung und ethnische Zusammensetzung
| Jahr der Immigration                     | Weiße     | Schwarze | Andere | Asiaten | Anzahl  |
| ---------------------------------------- | --------- | -------- | ------ | ------- | ------- |
| 1959–1964                                | 93.3      | 1.2      | 5.3    | 0.2     | 144,732 |
| 1965–1974                                | 87.7      | 2.0      | 9.1    | 0.2     | 247,726 |
| 1975–1979                                | 82.6      | 4.0      | 13.3   | 0.1     | 29,508  |
| 1980                                     | 80.9      | 5.3      | 13.7   | 0.1     | 94,095  |
| 1981–1989                                | 85.7      | 3.1      | 10.9   | 0.3     | 77,835  |
| 1990–1993                                | 84.7      | 3.2      | 11.9   | 0.2     | 60,244  |
| 1994–2000                                | 85.8      | 3.7      | 10.4   | 0.7     | 174,437 |
| Total                                    | 87.2      | 2.9      | 0.6    | 0.2     | 828,577 |
| Hautfarbe kubanischer Einwanderer (2000) |           |          |        |         |         |
| Herkunftsländer                          | Weiße     | Schwarze | Andere |         |         |
| Kuba                                     | 85,0 %    | 3,6 %    | 7,1 %  |         |         |
| Total: 1,241,685                         | 1,055,432 | 44,700   | 88,159 |         |         |

Die meisten Kubanoamerikaner haben spanische Vorfahren, viele sind jedoch auch französischer, portugiesischer, italienischer, irischer, russischer, libanesisch-arabischer oder chinesischer Abstammung. Die Afrokubaner und Mulatten stellen einen beachtlichen Teil der kubanischen Immigranten.
Während des 18., 19. und Anfang des 20. Jahrhunderts ließen sich große Wellen von Kanaren, Katalanen, Andalusiern und Galiciern auf Kuba nieder. Nach dem Unabhängigkeitskriegs Haitis Anfang des 19. Jahrhunderts flohen viele der Angehörigen der weißen Bevölkerung Haitis nach Kuba. Ein weiterer kleiner, aber nicht zu verachtender Einfluss kommt aus dem Nahen Osten, wie beispielsweise dem Libanon oder Palästina. Eine weitere signifikante Bevölkerungsgruppe sind die Juden, die hauptsächlich während des Zweiten Weltkrieges aus vielen verschiedenen Ländern nach Kuba einwanderten, darunter die sephardischen Juden aus der Türkei und die aschkenasischen Juden aus Polen, Deutschland und der Sowjetunion. Andere europäische Herkunftsgruppen wie Italiener, Deutsche, Schweden oder Ungarn stellen alle zusammen einen geringen Prozentsatz an der Gesamtbevölkerung. Sehr viele Chinesen kamen als Kulis nach Kuba und gründeten die damals größte Chinatown der westlichen Hemisphäre. Die meisten chinesischen Kubaner wanderten jedoch später nach Florida, USA aus.
Gemäß dem letzten verfügbaren Census aus dem Jahr 2000 gab es in den USA 1.241.685 Kubanoamerikaner, sowohl in Kuba als auch in den USA geboren. Sie repräsentierten 3,5 % aller Hispanics der Vereinigten Staaten. Rund 85 % der Kubanoamerikaner bezeichneten sich selbst als weiß, meist spanischer Abstammung, was den höchsten Bevölkerungsanteil gegenüber allen anderen Hispanic-Gruppen darstellt. In Florida bestehen kulturelle Verbindungen mit der großen Gemeinschaft der Hispanoamerikanern sowie den europäischen Spaniern.

### Ökonomie
Das mittlere Haushaltseinkommen der Kubanoamerikaner beträgt 36.671 US-Dollar und ist damit höher als bei anderen lateinamerikanischen Einwanderergruppen, aber niedriger als bei Weißen nicht-hispanischer Herkunft. In den USA geborene Kubanoamerikaner wiederum jedoch haben mit rund 50.000 Dollar ein höheres mittleres Einkommen, als Nachkommen nicht-hispanischer weißer Einwanderer, die ein mittleres Einkommen von rund 48.000 Dollar erwirtschaften.

### Bildung
25 % der Kubanoamerikaner haben einen College-Abschluss. Diese Rate ist rund doppelt so hoch wie von anderen lateinamerikanischen Einwanderergruppen, jedoch niedriger als in Gruppen nicht-hispanischer Weißer, bei denen 30 % Collegeabschlussrate zu verzeichnen sind. Jedoch haben 39 % der in den USA geborenen Kubanoamerikaner einen College- oder höheren Schulabschluss, verglichen mit 30 % der nicht-hispanischen Weißen und nur 12 % aller anderen hispanischen Gruppen.

### Religion
Auf Grund ihrer meist spanischen Abstammung sind die meisten Kubanoamerikaner Mitglieder der Römisch-katholischen Kirche. Einige Kubaner praktizieren Religionen afrikanischen Ursprungs, wie zum Beispiel Santería oder Ifá, die aus der Verschmelzung des katholischen Christentums mit traditionellen afrikanischen Religionen entstanden sind. Jedoch gibt es auch Protestanten (vor allem aus der Pfingstbewegung), Synkretisten und Juden unter den Kubanoamerikanern.

## Einwanderungspolitik
Bis in die 1980er Jahre waren alle kubanischen Flüchtlinge in den USA als politische Flüchtlinge willkommen. Dies änderte sich in den 1990er Jahren, als nur noch diejenigen Kubaner Flüchtlingsstatus erhielten, die von sich aus US-amerikanischen Boden erreichten (Wet feet – dry feet policy). Weiterhin stellt die diplomatische Interessensvertretung der USA in Havanna jährlich bis zu 20.000 Einwanderungsvisa an Kubaner aus, die teilweise an politisch Verfolgte, teilweise zum Zweck der Familienzusammenführung an Angehörige bereits in den USA wohnhafter Kubaner und teilweise über eine Lotterie (im Volksmund: el bombo) an ausreisewillige Bewerber vergeben werden.
Laut einem Census von 1970 lebten Kubanoamerikaner wie auch andere Latinos in allen 50 Bundesstaaten. Wie jedoch spätere Census ergaben, ließ sich der Großteil der kubanischen Immigranten in Süd-Florida nieder. Ende der 1990er Jahre nahm der Immigrantenstrom aus Kuba vorübergehend ab. Während in den USA geborene Kubanoamerikaner ihre Enklaven verließen, siedelten sich dort andere Nationalitäten an.
Ende des Jahres 1999 machte der Fall Elián González Schlagzeilen. Die Mutter flüchtete zusammen mit dem damals 6-jährigen Jungen über die Floridastraße, wobei die Mutter ertrank, der Junge jedoch lebend geborgen werden konnte. Es entbrannte ein Sorgerechtsstreit zwischen seinen Verwandten in Florida und seinem zurückgebliebenen Vater in Kuba. Das Fiasko endete am 22. April 2000, als INS-Beamte den Jungen an seinen Vater übergaben, der ihn dann zurück nach Kuba schaffte.

## Politischer Einfluss
Im Jahre 2008 gab es insgesamt vier kubanoamerikanische Mitglieder im US-Repräsentantenhaus und mit Mel Martínez aus Florida und Bob Menendez aus New Jersey zwei Senatoren. Der Kubanoamerikaner Carlos M. Gutierrez war zu dieser Zeit Handelsminister.
Marco Rubio wurde 2006 Sprecher des Repräsentantenhauses von Florida und im Jahr 2010 Martínez’ Nachfolger im Senat. Eduardo Aguirre diente als stellvertretender Vorsitzender der Export-Import Bank während der Regierung von George W. Bush und wurde später Direktor für Immigrations- und Einbürgerungsdienste im Ministerium für Innere Sicherheit der Vereinigten Staaten ernannt. 2006 wurde er Botschafter in Spanien. John H. Sununu diente 1989–1991 als Stabschef des Weißen Hauses.
Außerdem dienten Kubanoamerikaner auch in höheren Ebenen der Justiz. Danny Boggs ist der derzeitige Vorsitzende Richter am US-Bundesgericht in Kentucky. Raoul G. Cantero, Enkel des ehemaligen kubanischen Präsidenten Fulgencio Batista, diente bis zu seinem Rücktritt 2008 am Supreme Court von Florida.